# Nora Zehetner
Nora Angela Zehetner (n. 5 februarie 1981, El Paso, Texas) este o actriță americană.

## Date biografice
Nora a urmat cursurile școlii elementare în Richardson o suburbie a orașului Dallas. La vârsta de 14 ani învață la un liceu din Dallas și paralel urmează un an, un curs de pregătire pentru studenți  la "Texas Academy of Mathematics and Science". Zehetner și-a început cariera de actriță când avea 18 ani, jucând roluri în filmele Tart – Jet Set Kids (2001), American Pie 2 (2001), R.S.V.P. (2002), May (2002), The Song of Rose (2003), sau în seriale TV ca „Everwood”.

## Filmografie
| Anul      | Titlul                                                   | Rol                      | Note                                  |
| --------- | -------------------------------------------------------- | ------------------------ | ------------------------------------- |
| 2000      | Gilmore Girls                                            | Girl in Hallway          | Episodul: "Rory's Birthday Parties"   |
| 2001      | Tart                                                     | Peg                      |                                       |
| 2001      | American Pie 2                                           | Girl at Party            |                                       |
| 2001      | Going to California                                      | Dixie Hartnett           | Episodul: "Taking Care of Biscuits"   |
| 2001      | An American Town                                         | Glenn                    | TV                                    |
| 2002      | Septuplets                                               | Dot Wilde                | serial TV                             |
| 2002      | May                                                      | Hoop                     |                                       |
| 2002      | R.S.V.P.                                                 | Leigh Franklin           |                                       |
| 2002      | Point of Origin                                          | Trish                    | TV                                    |
| 2002      | She Spies                                                | Ashley Blaine            | Episodul: "Daddy's Girl"              |
| 2002      | Off Centre                                               | Lindsay                  | Episodul: "The Deflower Half-Hour"    |
| 2003      | The Burning Land                                         | Rose                     |                                       |
| 2003–2004 | Everwood                                                 | Laynie Hart              | 12 episoade                           |
| 2005      | Brick                                                    | Laura                    |                                       |
| 2005      | Conversations with Other Women                           | Young Woman              |                                       |
| 2005      | The Adventures of Big Handsome Guy and His Little Friend | Plain Jane               |                                       |
| 2006      | Heroes                                                   | Eden McCain              | 8 episoade                            |
| 2006      | Fifty Pills                                              | Michelle                 |                                       |
| 2007      | Beneath                                                  | Christy                  |                                       |
| 2008      | Remarkable Power                                         | Athena                   |                                       |
| 2008      | Princess                                                 | Princess Ithaca          | TV                                    |
| 2008      | The Brothers Bloom                                       | Rose                     |                                       |
| 2009      | Spooner                                                  | Rose Conlin              |                                       |
| 2009      | Heroes                                                   | Eden McCain (uncredited) | Episodul: "Once Upon a Time in Texas" |
| 2009–2010 | Grey's Anatomy Seattle Grace: On Call                    | Dr. Reed Adamson         | 10 episoade 6 webisodes               |
| 2010      | Southland                                                | Lila Greenberg           | Episodul: "Butch & Sundance"          |
| 2010      | Mad Men                                                  | Phoebe                   | 3 episoade                            |

### Video clip
- "Quand Nina est saoule" din șlagărul francez Ours (2008)